# Hannes Unberath
Hannes Unberath (* 23. Juni 1973 in Brașov, Rumänien; † 28. Januar 2013 in Fürth) war ein deutscher Rechtswissenschaftler. Seine Forschungsschwerpunkte waren Alternative Konfliktlösung, Europäisierung des Privat- und Zivilrechts in der Europäischen Union und Rechtsphilosophie.

## Leben
Hannes Unberath wurde als drittes Kind des Lehrerehepaars Katharina und Hans Unberath in Brașov in Siebenbürgen geboren. Kurz vor der rumänischen Revolution von 1989 kam er mit seinen Eltern nach Deutschland.
Unberath studierte mit einem Stipendium des Freistaats Bayern Rechtswissenschaft an der Friedrich-Alexander-Universität Erlangen-Nürnberg und legte 1997 das Erste Staatsexamen ab. Anschließend war er Rhodes-Stipendiat an der Universität Oxford, wo er 1997/98 einen M.Jur. mit Clifford Chance Prize erlangte und 2002 promoviert wurde. Von 2000 bis 2001 war Unberath wissenschaftlicher Mitarbeiter von Joachim Hruschka an der Universität Erlangen-Nürnberg. Nach dem Referendariat und dem Zweiten Staatsexamen 2002 in Nürnberg, war er wissenschaftlicher Assistent von Stephan Lorenz am Institut für Internationales Recht der Ludwig-Maximilians-Universität München, wo er sich 2006 mit einem Thema zwischen Rechtsphilosophie und Schuldrecht habilitierte. 2003 war er Visiting Fellow am University College London.
Von 2006 bis 2009 war Unberath Inhaber des Lehrstuhls für Bürgerliches Recht, Zivilprozessrecht, Internationales Privatrecht und Rechtsvergleichung an der Friedrich-Schiller-Universität Jena, zugleich von 2007 bis 2009 Richter am Thüringer Oberlandesgericht Jena.
Seit September 2009 war er Inhaber des Lehrstuhls für Bürgerliches Recht und Zivilprozessrecht an der Universität Bayreuth, seit 2011 Vorsitzender des Komitees zur Vergabe des Rhodes Stipendiums in Deutschland, und auch wissenschaftlicher Begleiter bei dem Europäischen Institut für Conflict Management e.V. (EUCON) im Rahmen des Projektes EUCON Mediation Process (EMP).
Hannes Unberath war verheiratet und hatte drei Kinder. Er erlag einem Krebsleiden.

## Schriften (Auswahl)
- mit Basil S. Markesinis: The German law of torts: A comparative treatise. 4. Auflage. Hart, Oxford 2002, ISBN 1-84113-298-5.
- Transferred loss: claiming third party loss in contract law. Hart, Oxford 2003, ISBN 1-8411-3370-1 (teilweise zugleich Dissertation, Universität Oxford).
- Die Vertragsverletzung. Mohr Siebeck Verlag, Tübingen 2007, ISBN 978-3-16-149189-4 (Habilitationsschrift, Universität München, 2006).
- mit Reinhard Greger: Mediationsgesetz: Recht der alternativen Konfliktlösung. Kommentar. Beck, München 2012, ISBN 978-3-406-61709-6.
- Stefan Arnold (Hrsg.), Stephan Lorenz (Hrsg.), Hannes Unberath: Gedächtnisschrift für Hannes Unberath. Beck, München 2015, (Vorwort/Inhaltsverzeichnis PDF, 477 kB) ISBN 978-3-406-68055-7.
- mit Reinhard Greger, Felix Steffek: Recht der alternativen Konfliktlösung: Mediationsgesetz, Verbraucherstreitbeilegungsgesetz. C. H. Beck, München 2016, ISBN 978-3-406-67689-5.